# Lise Gast
Lise Gast (* 2. Januar 1908 in Leipzig; † 26. September 1988 in Lorch (Württemberg), bürgerlich Elisabeth Richter, geborene Gast) war eine deutsche Autorin von Kinder- und Jugendliteratur und Übersetzerin aus dem Niederländischen und Englischen.

## Leben
Sie machte eine Ausbildung zur landwirtschaftlichen Lehrerin und heiratete 1933 Georg Richter. Aus der Ehe gingen acht Kinder hervor. 1936 erschien ihr erstes Buch Tapfere junge Susanne, 1939 folgte Junge Mutter Randi, das erfolgreich wurde. Sie wählte dazu, entsprechend ihrem Geburtsnamen, das Pseudonym Lise Gast, unter dem sie schon früher Geschichten veröffentlicht hatte. Lise Gast floh am 12. Februar 1945 mit ihren Kindern aus Waldenburg in Schlesien in die an Dresden grenzende Stadt Radebeul, wo sie am Abend der ersten Bombardierungswelle Dresdens, am 13. Februar gegen 18 Uhr ankam. Ende März floh sie weiter nach Wedderstedt nahe Quedlinburg, wo sie drei Jahre lang als Tagelöhnerin arbeitete. Dort wurde auch ihr achtes Kind, Christoph, geboren. Zwei Wochen später erfuhr sie vom Tod ihres Mannes in Kriegsgefangenschaft in Pacov in der Tschechoslowakei.
Im November 1948 floh sie mit Hilfe Hans Lißners über die Zonengrenze nach Hardehausen in Westfalen. Dort widmete sie sich ganz der Schriftstellerei. Um in der Nähe ihrer in Stuttgart ansässigen Verlage zu wohnen, kaufte sie sich 1955 eine ehemalige Arbeitsdienstbaracke im Aimersbachtal bei Lorch, wo sie einen Ponyhof gründete. Das Leben auf diesem Hof, auf dem Lise Gast Shetlandponys und Islandpferde züchtete, thematisierte sie in weiteren Büchern. Daneben war sie als Kolumnistin tätig.
Insgesamt verfasste Lise Gast etwa 120 Bücher. Zwei Wochen vor ihrem Tod hatte sie noch aus ihrer letzten Buchveröffentlichung Nichts bleibt, mein Herz, und alles ist von Dauer in Schwäbisch Gmünd gelesen. Bestattet wurde Lise Gast in Lorch. Ihre Tochter Marianne Späh ist ebenfalls als Autorin tätig und gab 2007 die Lebenserinnerungen ihrer Mutter So war es. Gut, dass es so war! Lise Gast erzählt Geschichten aus ihrem Leben heraus.
Gast war lange Jahre mit der Autorin und Pferdesachverständigen Ursula Bruns befreundet.

## Werke (Auswahl)
- Tapfere junge Susanne. Die Geschichte einer Kameradschaft. Mit Textzeichnungen von Kurt Schöllkopf. Union Verlag, Stuttgart–Berlin–Leipzig 1936
- Kopf hoch, Barbara. Eine Erzählung um junge Menschen. Innenbilder von R. Pfennigwerth. H.-J. Fischer-Verlag, Berlin–Leipzig 1939
- Das zaudernde Herz. Roman. Peter J. Oestergaard, Berlin 1939
- Junge Mutter Randi. Roman. Mit Zeichnungen von Siegfried Kortemeier. Bertelsmann, Gütersloh 1939
- Die Kinder von Wienhagen. Lustige Erzählung von sechs Kindern auf einem Gutshof. Mit Titelbild und 25 Bildern im Text von Rolf Winker. Herold-Verlag, Stuttgart 1940
- Die heimliche Last. Roman. Kaiser, Böhmisch-Leipa 1942
- Kamerad fürs Leben. Ein Roman um junge Menschen. Kaiser, Böhmisch-Leipa 1942
- Die kleinen Brüder. Mit Abb. Kaiser, Böhmisch-Leipa 1943
- Eine Frau allein. Ein deutsches Schicksal aus unseren Tagen. Edition El Buen Libvro, Buenos Aires 1948
- Die Heimonskinder. Erzählung. Thienemann, Stuttgart 1950
- Das Träumerlein. 1.–14. Tsd. Verlag Die Boje, Stuttgart 1952
- Ponyglück bei Lise Gast, Verlag E. Hoffmann, 1965

## Auszeichnungen und Ehrungen
- 1983: Verdienstkreuz am Bande der Bundesrepublik Deutschland